# Махавишну Оркистра
Махавишну Оркистра (на английски: Mahavishnu Orchestra) е името на два състава, водени от Джон Маклафлин от 1971 до 1976 и от 1984 до 1987 г. Музиката им е пример за джаз рок фюжън.
Първите членове са Джон Маклафлин – Махавишну (акустична и електрическа китара), Били Кобъм (барабани), Рик Лерд (бас китара), Ян Хамер (електрическо и акустично пиано и синтезатор) и Джери Гудман (цигулка). Първият образ на ансамбъла е международен по състав; Маклафлин е от Йоркшир, Англия; Кобъм е от Панама, Хамер е от Прага, Гудман – от Чикаго, а Лерд е дъблинчанин. Групата е считана за един от новаторите в движението джаз фюжън. Маклафлин и Кобъм се запознават по време на записите с Майлс Дейвис, конкретно сесиите на Bitches Brew. Маклафлин също така е повлиян от ученията с индийския гуру Шри Чинмой, който го насърчава да приеме името Махавишну, означаващо 'божествено съчувствие, сила и справедливост', или просто 'Велик Вишну', аспект на Вишну.
Маклафлин е с ясни идеи за инструментацията на групата, което е в хармония с оригиналната му концепция за смесване на жанровете в композирането. Той подчертано търси цигулар за верен сътрудник в цялостното звучене. С годините Маклафлин възприема станалата негова запазена марка китара с двоен гриф (с шест и дванадесет струни), която му дава широк простор в музикалните форми – а Хемър е един от първите свирили с мини муг синтезатор, което му позволява да добави повече звуци и да прави по-свободни сола.

## Дискография

### Студийни албуми
- 1971: The Inner Mounting Flame
- 1973: Birds of Fire
- 1974: Apocalypse
- 1975: Visions of the Emerald Beyond
- 1976: Inner Worlds
- 1984: Mahavishnu
- 1987: Adventures in Radioland
- 1999: The Lost Trident Sessions

### Концертни албуми
- 1973: Between Nothingness and Eternity